# Леднево (Небыловское сельское поселение)
Леднево — село в Юрьев-Польском районе Владимирской области России, входит в состав Небыловского сельского поселения.

## География
Село расположено близ автодороги Р74 Владимир — Переславль-Залесский в 16 км на северо-запад от центра поселения села Небылое и в 10 км на юго-восток от райцентра города Юрьев-Польский.

## История
Церковь в селе Ледневе в начале XVI столетия уже существовала. В отказных патриарших книгах 1593-94 годов значится село Леднево, а в нем церковь Космы и Дамиана; у церкви двор попов, двор дьячка и двор проскурницы… Церковь значится в окладных книгах патриаршего приказа под 1628 годом под рубрикою «Живоначальной Троицы Сергиева монастыря в вотчинах данные церкви в разных городах», где записано: «Юрьев Польский… церковь св. чудотворцев Космы и Дамиана в селе Ледневе…» Существующая в селе церковь в честь тех же святых бессребреников Космы и Дамиана построена усердием прихожан в 1805 году вместо ветхой деревянной церкви; зданием каменная, с таковою же колокольнею и оградою. Престолов в церкви два: в настоящей холодной - в честь святых бессребреников Космы и Дамиана и в теплом приделе – в честь Казанской иконы Божией Матери. В 1896 году приход составлял село и деревни: Рябинки и Базловка, всех дворов в приходе 85, душ мужского пола 274, а женского — 298.
В конце XIX — начале XX века село входило в состав Никульской волости Юрьевского уезда.
С 1929 года село входило в состав Никульского сельсовета Юрьев-Польского района, с 1935 года — Небыловского района, с 1965 года — в составе Федоровского сельсовета Юрьев-Польского района.

## Население
| 1859 | 1905 | 2002 | 2010 | 2021 |
| ---- | ---- | ---- | ---- | ---- |
| 153  | ↗239 | ↘33  | ↗39  | ↗42  |

## Достопримечательности
В селе находится действующая Церковь Космы и Дамиана (1805).